# Porfirio Ornelas Galindo
El general Porfirio Ornelas Galindo fue un militar mexicano. 
Porfirio Ornelas fue el hombre de confianza de Toribio Ortega Ramírez. Se unió junto con Ortega y otros sesenta hombres a la rebelión en Cuchillo Parado. Coyame, Chihuahua el 14 de noviembre de 1910, seis días antes de lo establecido por el Plan de San Luis de Francisco I. Madero.
Se unió a Abraham González, que era jefe del movimiento revolucionario en el estado de Chihuahua y a José Perfecto Lomelín, operando en la región de Ojinaga hasta el triunfo de la Revolución mexicana. Con el fin de propagar el movimiento y de hacerse de más pertrechos, el general Ornelas, que era segundo en jefe al mando de 200 hombres, el 25 de abril de 1911 se pasó al estado de Coahuila y ocupó las haciendas de Esmeralda y Guarda, situadas a un kilómetro al oriente de Sierra Mojada y a 240 al poniente de Monclova. 
Posteriormente participó en otras batallas como la toma de Ciudad Juárez y la batalla de Ojinaga, en la que tuvo una destacada participación. Falleció en 1936.